# Elena Luksch-Makowsky
Elena Luksch-Makowsky, ur. jako Jelena Konstantinowna Makowska (ros. Елена Константиновна Маковская; ur. 4 listopada 1878 w Petersburgu, zm. 15 sierpnia 1967 w Hamburgu) – rosyjska malarka i rzeźbiarka związana ze Stowarzyszeniem Sztuk Pięknych Secesji Austriackiej.

## Życiorys

### Pochodzenie i okres nauki
Urodziła się w 1878 roku w Petersburgu. Córka Konstantina Makowskiego i bratanica Władimira Makowskiego – obaj byli nadwornymi malarzami carów Rosji i należeli do grupy pieredwiżników. W 1889 roku Jelena i jej rodzeństwo udali się razem z matką Juliją Makowską w podróż po Europie, obejmującą m.in. pobyty w Wenecji, Florencji i Nicei. Malarka twierdziła później, że to tej podróży zawdzięczała biegłą znajomość języków niemieckiego, francuskiego i angielskiego. W dzieciństwie Makowska była przygotowywana głównie do roli żony, matki i gospodyni domowej, jednak jej ojciec doceniał i wspierał jej uzdolnienia artystyczne.
W latach 1894–1896 Makowska studiowała u Ilji Repina w Akademii Petersburskiej, gdzie zdobyła stypendium na dalszą naukę w szkole Antona Ažbe w Monachium. Początkowo jej styl tworzenia był bliski pieriedwiżnikom, jednak szybko od tego odeszła, zbliżając się do kręgów awangardowych. Opuściła szkołę, by kształcić się pod kierunkiem Mathiasa Gasteigera na zamku Deutenhofen i działać w kolonii artystów w Dachau. Tam też w 1900 roku poznała swojego przyszłego męża, wiedeńskiego rzeźbiarza Richarda Lukscha. Przyjęła jego oświadczyny po tym, gdy pisemnie zobowiązał się, że nie będzie zabraniał jej podróży do Rosji, a także zgodził się, by każde z nich kontynuowało karierę artystyczną samodzielnie. Ich syn Peter Luksch urodził się w 1901 roku.

### Secesja Wiedeńska
Krótko po ślubie Jelena Makowska, jako Elena Luksch-Makowsky, przybyła z mężem do Wiednia. Regularnie wystawiała swoje dzieła razem z artystami z grupy Secesji Wiedeńskiej, aż do rozpadu grupy w 1905 roku. Brała udział w wystawach Secesji w 1901, 1902 i 1903 roku Była w grupie jedyną kobietą, która posługiwała się własnym monogramem, ale nie przyznano jej prawa głosu. W 1902 roku prace Luksch-Makowsky zajmowały ważne miejsce na 14. wystawie Secesji Wiedeńskiej. W 1903 roku jej kolorowe drzeworyty pojawiły się w specjalnym wydaniu pisma „Ver Sacrum”. Podczas pobytu w Wiedniu pracowała również dla Wiener Werkstätte i zaprojektowała trzy płaskorzeźby na główną fasadę Burgtheater. Również w Wiedniu namalowała dwa spośród swoich najważniejszych dzieł, Adolescentia i Ver Sacrum. Pracując w Wiedniu, nie przestała czerpać inspiracji z motywów i tematów typowych dla sztuki rosyjskiej, przetwarzając je w duchu austriackiego modernizmu. Utrzymywała również kontakty z rosyjską grupą Mir iskusstwa, sprzyjając rozwojowi kontaktów między rosyjskimi kołami artystycznymi a kręgiem austriackiej awangardy.

### Życie i twórczość w Hamburgu

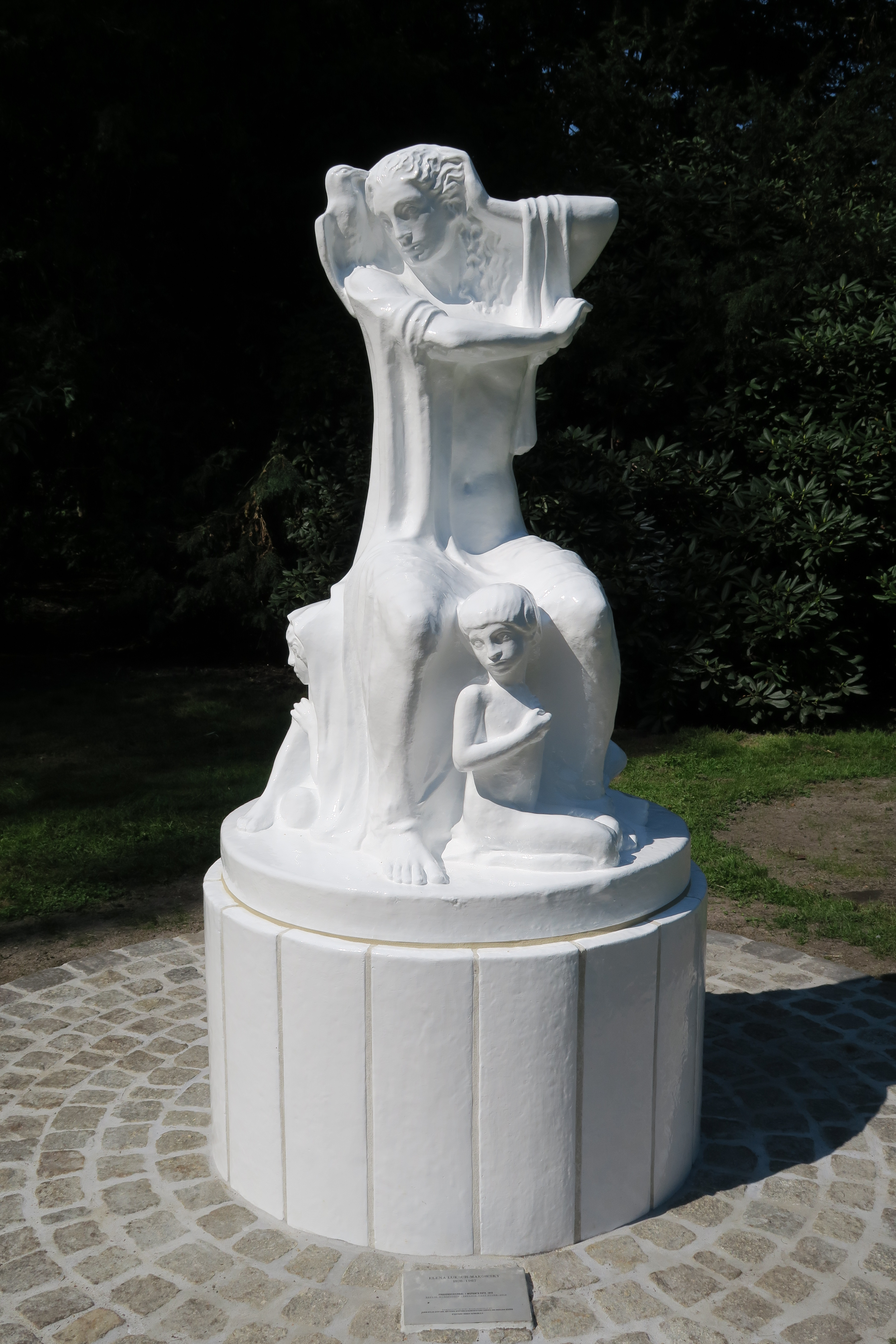
Kopia Losu kobiety wystawiona w parku miejskim w Hamburgu

W 1907 roku małżeństwo przeniosło się do Hamburga po tym, jak Richard Luksch został profesorem w Szkole Sztuk i Rzemiosła. Tam Luksch-Makowsky rozpoczęła pracę nad rzeźbą Frauenschicksal (Los kobiety), która, jak sugerowali historycy sztuki, obrazuje trudność łączenia ról matki i artystki, a także zapowiada jej przyszłe zmagania jako samotnej matki. Artystka nadal utrzymywała kontakty z artystami wiedeńskimi oraz petersburskimi, nie weszła natomiast, w odróżnieniu od męża, do hamburskiego środowiska twórczego. Jej styl malowania uległ kolejnym zmianom – linie uprościły się, pojawiły się intensywniejsze barwy i szersza gama kolorystyczna. Brała udział w projektowaniu wystroju i umeblowania pałacu Stocleta w Brukseli.
W 1921 roku Richard Luksch i Elena Luksch-Makowsky rozwiedli się. Mając odtąd trzech synów na wyłącznym utrzymaniu, Elena Luksch-Makowsky była zmuszona do ograniczenia swojej działalności twórczej. W 1934 roku przystąpiła do Reichskammer der Bildenden Kunste (Izby Sztuk Pięknych Rzeszy), lecz otrzymała w jej ramach tylko nieliczne zlecenia. Pozostała wierna stylowi, jaki wypracowała w poprzednich dekadach, chociaż stracił on już popularność wśród szerokiej publiczności. Po II światowej w jej twórczości dominowały motywy religijne – pisała ikony dla rosyjskiej parafii prawosławnej w Hamburgu. Wiele jej prac z ostatniego okresu twórczości zaginęło.
Jej prace znalazły się na wystawie Miasto kobiet: artystki w Wiedniu w latach 1900–1938 w Österreichische Galerie Belvedere w 2019 roku. Rok później w tym samym muzeum odbyła się wystawa poświęcona w całości jej sztuce, której towarzyszył pierwszy katalog dzieł Eleny Luksch-Makowsky.